# Héctor Medrano
Héctor „Chompón” Medrano Abad (ur. 29 marca 1967 w Uruapan) – meksykański piłkarz występujący na pozycji lewego obrońcy, trener piłkarski.

## Kariera klubowa
Medrano jest wychowankiem akademii juniorskiej klubu Chivas de Guadalajara, jednak nigdy nie potrafił przebić się do seniorskiej drużyny i przez rok występował wyłącznie w drugoligowych rezerwach – CD Tapatío. Profesjonalną karierę piłkarską rozpoczynał jako dwudziestolatek w zespole absolutnego beniaminka pierwszej ligi – Correcaminos UAT z miasta Ciudad Victoria. Tam, za kadencji szkoleniowca Diego Malty, zadebiutował w meksykańskiej Primera División, 29 listopada 1987 w przegranym 0:2 meczu z Atlante, a także zdobył swoją pierwszą i jedyną bramkę w najwyższej klasie rozgrywkowej, 20 grudnia tego samego roku w wygranej 4:1 konfrontacji z Tigres UANL. Po roku spędzonym w tej ekipie przeszedł do Club Atlas z siedzibą w Guadalajarze, gdzie przez pierwszy rok pozostawał jedynie rezerwowym, lecz po przyjściu nowego trenera Luisa Garisto wywalczył sobie pewne miejsce w wyjściowej jedenastce. Ogółem barwy Atlasu reprezentował przez cztery lata bez większych sukcesów.
Latem 1992 Medrano podpisał umowę ze spadkowiczem z pierwszej ligi – Cobras de Ciudad Juárez, skąd po upływie dwunastu miesięcy powrócił do najwyższej klasy rozgrywkowej, zostając graczem Puebla FC. Tam występował jednak nieregularnie, wskutek czego powrócił do Correcaminos UAT, w którego barwach również nie potrafił zagwarantować sobie pewnego miejsca w składzie, a ponadto na koniec sezonu 1994/1995 spadł z klubem do drugiej ligi meksykańskiej. Sam pozostał jednak na najwyższym szczeblu rozgrywek, gdzie przez kolejne dwa sezony grał w Deportivo Toluca i Club Celaya, lecz nie zdobył z nimi żadnego trofeum, zwykle pełniąc w tych drużynach rolę rezerwowego. W połowie 1997 roku odszedł do drugoligowego Real Sociedad de Zacatecas, z którym podczas jesiennych rozgrywek Invierno 1997 doszedł do finału rozgrywek Primera División A. Później występował jeszcze w innych drugoligowych klubach – Atlético San Francisco oraz Gallos de Aguascalientes, gdzie w wieku 32 lat zakończył piłkarską karierę.

## Kariera trenerska
Po zakończeniu kariery piłkarskiej Medrano został trenerem, początkowo podejmując pracę w drugoligowym Gavilanes de Nuevo Laredo, a następnie trzecioligowej ekipie Atlético Cuauhtémoc. Później znalazł zatrudnienie w klubie Querétaro FC, gdzie został trenerem drużyn młodzieżowych, zaś w lipcu 2008 zastąpił José Luisa Saldívara na stanowisku szkoleniowca pierwszego zespołu, występującego wówczas w drugiej lidze. Już w swoim premierowym, jesiennym sezonie Apertura 2008 triumfował z tą ekipą w rozgrywkach Primera División A, co na koniec rozgrywek 2008/2009 wobec zwycięstwa w decydującym dwumeczu z Méridą (2:1, 0:1, 5:4 po karnych) zaowocowało awansem Querétaro do najwyższej klasy rozgrywkowej. Tam jednak w pierwszych pięciu meczach jego podopieczni nie potrafili odnieść zwycięstwa i w sierpniu 2009 trener został zwolniony. W marcu 2010 podpisał umowę z drugoligowym Universidadem de Guadalajara, który prowadził przez ponad półtora roku bez większych sukcesów, odnosząc przeciętne wyniki.
W styczniu 2013 Medrano znalazł zatrudnienie w kolejnym drugoligowcu – CD Irapuato, gdzie jednak spędził zaledwie dwa miesiące, po czym po serii słabych wyników został zwolniony przez zarząd klubu. W sierpniu tego samego roku został szkoleniowcem aspirującej do awansu drugoligowej ekipy Lobos BUAP z siedzibą w mieście Puebla. Ta stanowisku tym pracował przez blisko rok z przeciętnym skutkiem i nie odniósł żadnych osiągnięć, zaś jesienią 2014 był asystentem Juana Carlosa Cháveza – swojego byłego kolegi boiskowego z Atlasu – w drugoligowej ekipie Mérida FC.